# 寂超
寂超（じゃくちょう）は、平安時代後期の僧侶・貴族・歌人。俗名は藤原 為経（ふじわら の ためつね）。藤原北家長良流、丹後守・藤原為忠の三男。

## 経歴
鳥羽院政期初頭に六位蔵人を務め、長承3年（1134年）従五位下に叙爵する。のち、筑前権守・備後守・長門守等の地方官や内蔵助を務めた。永治元年（1141年）藤原得子が皇后に冊立されると、岳父・藤原親忠の妻が得子の乳母（伯耆）であった縁からか、その皇后宮少進に任ぜられた。
康治2年（1143年）正月に正五位下に至るが、5月10日に比叡山に登って出家し大原に隠棲する。日想坊と号し、長門入道とも呼ばれた、法名は寂超。同じく出家した兄弟の寂念・寂然と共に大原三寂・常盤三寂と呼ばれた。

## 人物
和歌に優れ私撰集に『後葉和歌集』があり、『千載和歌集』以下の勅撰和歌集に15首が入首。『歌仙落書』の中に、弟・寂然と共に秀歌例として三首が掲げられ「風体さびたるさまなるべし。明石の浦の霧がくれに海人の釣舟きえ行くをみるとや云ふべからむ（＝歌の様が古風で趣がある。まるで明石の浦の霧が立ち込める中を海人の釣舟が消えていくのをみるようであるというべきであろう）」と評されている。また、『今鏡』の作者の有力候補とされる。

## 官歴
- 天承元年（1131年） 8月：見六位蔵人[3]。12月13日：少尉[3]
- 長承3年（1134年） 正月5日：従五位下[4]
- 時期不詳：筑前権守[5]。盛忠から為経に改名
- 時期不詳：備後守[6]
- 保延2年（1136年） 正月：辞備後権守?[7]
- 保延3年（1137年） 9月23日：見内蔵助[8]
- 保延4年（1138年） 正月22日：兼長門守[4]
- 永治元年（1141年） 12月27日：皇后宮少進（皇后・藤原得子）
- 康治元年（1142年） 正月：辞長門守?[9]
- 康治2年（1143年） 正月3日：正五位下[10]。5月10日：出家[10]

## 系譜
- 父：藤原為忠
- 母：橘大夫（橘俊宗?）の娘 - 待賢門院女房
- 妻：美福門院加賀 - 藤原親忠の娘、のち藤原俊成室、美福門院のち八条院女房
  - 男子：藤原隆信（1142-1205）
- 生母不明
  - 女子：源通能室
  - 女子：藤原実清室